# کالاندا (کوه)
کالاندا (به لاتین: Calanda) یک کوه در سوئیس است که در کانتون گراوبوندن واقع شده‌است. کالاندا ۲٬۸۰۵ متر بالاتر از سطح دریا واقع شده‌است.